# فيلنيانسك
فيلنيانسك (Вільнянськ) هي مدينة في مقاطعة زابوريزكا في أوكرانيا.
يبلغ عدد سكانها حوالي 16144 نسمة.

## أعلام
- إدوارد سوبول